# Catherston Leweston
Catherston Leweston – wieś i civil parish w Anglii, w Dorset, w dystrykcie (unitary authority) Dorset. W 2001 civil parish liczyła 35 mieszkańców. Catherston Leweston jest wspomniana w Domesday Book (1086) jako Cerneli.